# Короткохвостая сутора
Короткохвостая сутора (лат. Suthora davidiana) — вид  птиц из Восточной Азии из семейства Paradoxornithidae. Выделяют три подвида.

## Внешний вид
Короткохвостая сутора — это маленькая (9,5–10 см) птица, название которой говорит об очень коротком хвосте. Яркий клюв, как правило, очень высокий. Голова ржаво-коричневая с тёмной уздечкой, остальная часть верхней стороны серовато-коричневая. С нижней стороны видна чёрная середина горла с широкими серо-белым кончиками перьев в нижней части горла. Верхняя часть груди также серо-белая, постепенно переходящая в бежевый низ живота.

## Распространение и систематика
Короткохвостая сутора встречается на юге Китая и севере Индокитая. Этот вид делится на три подвида со следующим распределением: 
- Suthora davidiana davidiana —  встречается в высокогорьях юго-востока Китая (от южного Чжэцзяна до центральной части провинции Фуцзянь).
- Suthora davidiana tonkinensis —  встречается в высокогорьях северного Вьетнама (Bắc Phần).
- Suthora davidiana thompsoni —  встречается от южного Китая (южный Юньнань) до восточной Мьянмы, восточного Таиланда, северо-западного Лаоса и северной части Тонкина.

## Этимология
Видовое название этой птицы дано в честь аббата отца Жана Пьера Армана Давида (1826–1900), французского миссионера и натуралиста, работавшего в Китае в 1858–1874 годах.

## Образ жизни
Этот вид встречается на высоте около 1200 метров в зарослях бамбука, опушках леса и лугах. Обычно он перемещается в очень быстрых активных стайках в поисках личинок мелких насекомых и растительных кормов. Во Вьетнаме этот вид размножается с марта по апрель. Чашеобразное гнездо из зелёного мха, травы и узких бамбуковых листьев размещено на высоте около одного метра над землей в карликовом бамбуке.

## Статус и угрозы
Этот вид имеет большой ареал и высокую численность, но считается, что численность сокращается, хотя и не настолько, чтобы вид считался находящимся под угрозой исчезновения. Международный союз охраны природы IUCN поэтому классифицирует этот вид, как вызывающий наименьшее беспокойство (LC).